# 이석한
이석한(李錫漢, 1614년 - 1677년)은 조선 중기의 문신이자 종친이다. 도정궁 사손(嗣孫) 동돈녕 이홍일(李弘逸)의 생부이며, 연잉군(영조)을 왕세제(王世弟)에 책봉하는데 기여한 충정공(忠定公) 이홍술(李弘述)의 아버지이다.

## 생애
조선 중기의 문신으로 본관은 전주, 휘는 석한(錫漢), 자는 여휘(汝輝)이다. 덕흥대원군의 현손이며, 선조의 백형(伯兄) 하원군(河原君) 이정(李鋥)의 증손이고, 종실 당은군(唐恩君) 이인령(李引齡)의 손자이다. 아버지는 종실 응천군(凝川君) 이돈(李潡)이며, 어머니는 감사(監司) 성주인(星州人) 이욱(李稶)의 딸로 성산현부인 성주이씨(星山縣夫人 星州李氏)이다. 연잉군(영조)을 왕세제(王世弟)에 책봉하는데 기여한 충정공(忠定公) 이홍술(李弘述)의 아버지이다.
부인은 호군(護軍) 경주인(慶州人) 김광익(金光翼)의 딸로 증 정부인 경주김씨(貞夫人 慶州金氏)이며, 부실로 양녀(良女) 차영(次英)과 부결(不 䦬 ) 2명이 있다.
응천군의 차남으로 갑인(甲寅) 1614년(광해 6) 2월 8일 탄생하였다. 통덕랑(通德郞)에 제수받고, 정사(丁巳) 1677년(숙종 3) 11월 27일 향년 64세로 별세하여 경기 양주 별비면 덕송리 수좌동 곤좌로 장사지냈다.
통정대부(通政大夫) 승정원 좌승지(承政院左承旨)에 증직되었다가 가선대부(嘉善大夫) 호조참판(戶曹參判) 겸 동지의금부사(同知義禁府事) 오위도총부 총관(五衛都摠府 摠管)에 증직되고, 다시 이조판서(吏曹判書)에 증직되었다.

## 가족관계
- 아버지 : 종실 응천군 이돈(凝川君 李潡, 1579년 - 1617년)
- 어머니 : 성산현부인 성주이씨(星山縣夫人 星州李氏, 1583년 - 1654년), 감사(監司) 성주인(星州人) 이욱(李稶)의 딸.
- 부인 : 증 정부인 경주김씨(貞夫人 慶州金氏, 1609년 - 1649년), 호군(護軍) 경주인(慶州人) 김광익(金光翼)의 딸.
  - 장남 : 이홍일(李弘逸, 1640년 - 1718년), 백부 동돈녕(同敦寧) 이정한(李挺漢, 1601년 - 1671년)에게 출계.
  - 2남 : 이홍달(李弘達, 1645년 - 1662년)
  - 3남 : 이홍술(李弘述, 1647년 - 1722년)
  - 장녀 : 진사(進士) 양천인(陽川人) 허제(許堤)에게 출가.
  - 2녀 : 전의인(全義人) 이만헌(李萬憲)에게 출가.
- 1후실 : 양녀(良女) 차영(次英)
  - 4남 : 이홍선(李弘選, 1652년 - 1725년)
  - 5남 : 이홍매(李弘邁, 1655년 - 1743년)
  - 6남 : 이홍수(李弘遂, 1669년 - 1723년)
  - 3녀 : 파평인(坡平人) 윤람(尹攬)에게 출가.
- 2후실 : 부결(不 䦬 )
  - 4녀 : 청주인(淸州人) 청흥군 한재형(淸興君 韓載衡)에게 출가.
  - 5녀 : 승지(承旨)원주인(原州人) 원성유(元聖兪)에게 출가.